# Francine
«Francine», также на многих изданиях «Francene» (с англ. — «Франсин») — третий сингл американской блюз-рок группы ZZ Top, и первый сингл группы, попавший в Billboard Hot 100.

## О сингле
Сингл вышел в 1972 году в поддержку второго альбома группы Rio Grande Mud. По словам Билли Гиббонса, песня была написана в основном Стивом Перроном, техасским певцом и композитором; он был поклонником The Rolling Stones и для песни заимствовал окончание песни «Brown Sugar» (песню даже называют «коричневосахарной»). Стив Перрон даже упоминается в тексте песни: «А если я когда-нибудь поймаю её со Стивом П.» По словам вдовы Перрона, умершего вскоре после выхода сингла, она никогда не получала отчислений, причитающихся за песню, а авторство самого Гиббонса спорно.
Песня тяготеет к стилю поп-рок, а не блюз-рок, типичный для группы. Роберт Кристгау назвал песню «небольшим, но заслуженным хитом».
В тексте песни речь идёт о любви автора к тринадцатилетней девочке по имени Франсин. Сделать определённый вывод об истинных чувствах автора сложно, возможно что речь идёт о желании защитить девочку: «А если я когда-нибудь поймаю её со Стивом П./Я сразу отправлю её обратно в тюрьму/А если я поймаю её вообще с мужиком/Я позвоню её отцу и вытащу свою пушку». Тем не менее, Марк Приндл заметил, что
…ну что ж, песня Франсин рассказывает что-то о том, как один из этих бородатых козлов-участников группы интенсивно любит тринадцатилетнюю девочку. Я полагаю, что всё-таки эта песня о собаке или ком-то таком.  
Оригинальный текст (англ.)…well «Francine» appears to be about one of the bearded billy goat band members’ intense love for 13-year-old girl. I guess it could be about a dog or something;
Диск был выпущен в нескольких вариантах, зачастую с названием Francene. В основном варианте на стороне «Б» находилась та же песня, только на испанском языке и в исполнении Дасти Хилла, не получившая популярности даже в испаноязычной Мексике. В другом варианте на стороне «Б» песня c того же альбома «Down Brownie» (англ. Вниз по шоколадке); также есть вариант с песней «Just Got Paid».
В честь песни названа финская группа

## Участники записи
- Билли Гиббонс — гитара, вокал
- Дасти Хилл — бас-гитара, бэк-вокал
- Фрэнк Бирд — ударные, перкуссия